# Lire à Limoges
 (janvier 2023).
 (janvier 2023).
Si vous disposez d'ouvrages ou d'articles de référence ou si vous connaissez des sites web de qualité traitant du thème abordé ici, merci de compléter l'article en donnant les références utiles à sa vérifiabilité et en les liant à la section « Notes et références ».
Le salon Lire à Limoges est un festival littéraire qui se déroule tous les ans dans la ville française de Limoges, dans le département de la Haute-Vienne, durant un week-end. 
Depuis son édition 2023, il est installé à l'est du centre-ville, sur deux sites que sont la patinoire municipale pour les dédicaces d'auteurs, et le centre culturel Jean-Gagnant, pour les rencontres-conférences et masterclass.

## Historique
C’est au mois de mars 1984, que les premières journées du Livre de la Ville de Limoges se sont tenues, du 2 au 5 mars, au centre municipal de Beaubreuil.

## Organisation
Créée au début des années 1980 par l'élue communiste Ellen Constans et relancée dans les années 1990, la manifestation est organisée par la Ville de Limoges.

## Éditions

### Édition 1984
La première édition de ce qui deviendra Lire à Limoges, se tient du 2 au 5 mars 1984. Ces premières « journées du Livre » de la Ville de Limoges se tiennent alors au Centre culturel municipal de Beaubreuil. Des journées consacrées au roman, à la bande dessinée, à la littérature enfantine et à la poésie sont proposées, avec la venue de nombreux écrivains et dessinateurs. Des débats sont organisés au centre Culturel et social Jean-Gagnant et à l’Unité d'Enseignement et de Recherche de Lettres de l'université de Limoges avec des expositions et la projection de films.
À cette occasion, environ 20 000 titres sont réunis : romans français et étrangers, poésies d’hier et d’aujourd’hui, bandes dessinées, livres jeunesses, romans policiers et de science-fiction, et les dernières nouveautés littéraires.
Cet événement est réalisé en collaboration avec les libraires de Limoges et la participation de nombreux écrivains.
Ce salon est principalement basé sur deux thèmes :
- Le roman et la série noire
- L’activité de Raymond Queneau, romancier, poète et dramaturge français.

#### Expositions
- Centre municipal de Beaubreuil :
  - Raymond Queneau
  - La « Série Noire » d’Alain Corneau avec Patrick Dewaere
  - L’histoire du Livre, à travers les livres anciens de la Bibliothèque Municipale

- C.C.M.S Jean Gagnant :
  - Apollinaire journaliste

- U.E.R des lettres et Bibliothèques universitaire :
  - Raymond Queneau

- Bibliothèque Municipale Centrale :
  - Histoire du roman policier

### Édition 2018
Cette édition a pour thème « la Nuit » et célèbre la francophonie à travers des auteurs de tous horizons.
Autour du Président Dany Laferrière, dix invités : Jean-Marie Rouart, Christian Signol, Yasmina Khadra, Timothée de Fombelle, Tatiana de Rosnay, Caryl Férey, Jean Dufaux, Ève Ruggieri, Jean Teulé, Hélène Carrère d'Encausse, Léonora Miano, Patrick Sobral.

### Édition 2019
David Foenkinos est le Président de cette édition 2019 avec trois-cents auteurs de littérature générale, BD, écritures policières et francophones.
Une édition marquée par les soixante ans du « Petit Nicolas » et les auteurs Sempé et Goscinny.
En 2019, plus de soixante-dix rencontres, tables rondes, grands entretiens et animations ont lieu autour des thèmes de la famille, le féminisme, l’actualité ou le phénomène littéraire « Feel Good », avec des auteurs tels que Raphaëlle Giordano, Laurent Gounelle, Virginie Grimaldi, Sophie Tal Men et Baptiste Beaulieu.

### Édition 2021
En mai 2021, la Ville de Limoges imagine une formule prévue sur sept jours afin de s’adapter à la crise sanitaire car la Ville souhaitait maintenir son événement auprès des acteurs de la chaîne du livre.
Cette nouvelle formule propose la venue d’une cinquantaine d’auteurs, issus de maisons d’édition nationales sous la présidence d’Agnès Martin-Lugand. Vingt-cinq grandes rencontres et interviews d’auteurs sont enregistrées et diffusées tout au long du mois de mai pour maintenir une interaction avec les lecteurs.
La Ville de Limoges organise aussi un salon des éditeurs régionaux au mois de juin, place de la République, réunissant plus de quatre-vingts auteurs.

### Édition 2022
Près de trois-cents auteurs de littérature générale, régionale, jeunesse ou bande dessinée sont présents pour des séances de dédicace, rendez-vous littéraires, animations et rencontres au Champ-de-Juillet mettant à l’honneur les écrivains autour de Douglas Kennedy, président de Lire à Limoges.
Cette année est marquée par la remise du « Prix du premier roman de la Ville de Limoges », en présence de Franck Bouysse, auteur à succès et parrain du prix, à la lauréate Sophie D’Aubreby. Celle-ci vit et travaille à Bruxelles ; S’en aller est son premier roman, publié aux éditions Inculte.

### Édition 2023
Pour la première fois, le salon littéraire se déplace à la patinoire de Limoges et au centre culturel Jean-Gagnant. Organisé par la Ville de Limoges, l’événement rassemble cent-cinquante auteurs nationaux et locaux de littérature générale, régionale, polar, bande dessinée et jeunesse et accueille en qualité de président le romancier Franck Thilliez, le troisième auteur le plus vendu en France. Référence du thriller français avec plus de six millions d’exemplaires vendus, il est traduit dans le monde entier et rencontre aussi le succès à travers des séries diffusées sur France 2 et TF1.

### Édition 2024
L’événement littéraire fête sa quarantième édition en 2024 et avec davantage d’auteurs que l'année précédente (210 contre 150), une nouvelle agence littéraire à l'organisation et un nouvel aménagement permettant l’accueil d'auteurs de littérature générale, régionale, polar, BD et jeunesse. Cette année-là, Sorj Chalandon est le président du salon ; ancien grand reporter ayant reçu le Prix Albert-Londres, il est aujourd’hui journaliste pour Le Canard enchaîné. À ses côtés se tient, comme invité d’honneur, Sébastien Gnaedig qui rend hommage au reporter dans sa dernière bande dessinée Profession du père.
Le salon a lieu à nouveau sur deux sites : à la patinoire pour les dédicaces d’auteurs et les ateliers jeunesse et au centre culturel Jean-Gagnant, à proximité, pour les conférences sans oublier un quiz littéraire pour fêter cette édition ainsi qu’un spectacle musical gratuit le vendredi soir au centre culturel Jean-Gagnant.
Parmi les auteurs et autrices, le public retrouve Lomig, Anne Goscinny, Léa Chamboncel, Franck Bouysse, Adeline Fleury ou encore Guy Boley, lauréat du Prix des Deux Magots en 2023 et de nombreux primo-romanciers ainsi que trente auteurs régionaux.
Les stands sont tenus par les librairies Anecdote, Page et Plume et Rêv en page pour la jeunesse ainsi que sur les stands des maisons d'éditions locales.

### Édition 2025
L'édition 2025 de "Lire à Limoges", s'est déroulée du 20 au 22 juin 2025. L'événement a eu lieu à la patinoire et au Centre Culturel Jean-Gagnant de Limoges, sous la présidence d'honneur de Michel Bussi
Cette édition a réuni plus de 200 auteurs, avec une programmation diversifiée couvrant l'ensemble des genres littéraires : littérature générale et régionale, roman policier, bande dessinée, littérature jeunesse et manga. Le salon a accordé une place importante à la littérature jeunesse avec des ateliers gratuits destinés à tous les âges.
Parmi les auteurs présents figuraient notamment : Franck Bouysse,Cruschiform, Anny Duperey, Johana Gustawsson, Minh Tran Huy, Anne Goscinny, Mathias Malzieu.
L'événement a également mis en avant de nombreux primo-romanciers ainsi qu'une cinquantaine d'auteurs régionaux.
Plusieurs librairies locales ont participé à l'événement en proposant une sélection d'ouvrages : Anecdotes, Pages et Plume, Rev'en Pages, Bulles 2 Papier.

## Les présidents de Lire à Limoges
- 2011 : Jean-Marie Rouart
- 2012 : Didier Decoin
- 2013 : Memona Hinterman
- 2014 : Françoise Chandernagor
- 2015 : Éric-Emmanuel Schmitt
- 2016 : Yasmina Khadra
- 2017 : Nancy Huston
- 2018 : Dany Laferrière
- 2019 : David Foenkinos
- 2020 : Agnès Martin-Lugand
- 2021 : Agnès Martin-Lugand
- 2022 : Douglas Kennedy
- 2023 : Franck Thilliez
- 2024 : Sorj Chalandon
- 2025 : Michel Bussi

## Prix décernés
En 2024, Lire à Limoges renouvelle les noms de ses prix littéraires, axés sur le savoir-faire et l’art de Limoges : la porcelaine. 
Ainsi, le « Prix Coup de cœur jeunesse » devient le « Prix Biscuit », le « Prix Jean-Claude Izzo » se transforme en « Prix Étincelles » et le « Prix BD » devient le « Prix Cazettes », tous porteurs d’une forme de poésie et du patrimoine limougeaud. Chaque nouveau nom raconte une histoire et a été choisi pour des raisons spécifiques. 

### Prix Cazettes
A l’occasion du salon Lire à Limoges, le « prix des lecteurs BD » de la Ville de Limoges récompense l’ouvrage d’un auteur BD, soumis au vote du public.
Le changement de nom du prix aussi appelé gazette ou casier réfractaire dans le glossaire de la porcelaine, vient des cazettes, protections étagées en terre utilisées pour l’enfournement et la cuisson des céramiques. L’utilité et l’aspect de la cazette peuvent faire penser à l’empilement des cases d’une bande dessinée sur la page, autant que son nom peut évoquer les gazettes, ces journaux qui ont popularisé la bande dessinée au XIXe siècle.

### Prix Étincelles
Le « Prix Étincelles » récompense un ouvrage de la littérature jeune adulte, décerné par des classes de lycéens.
Le changement de nom du prix vient de la promesse d’un feu à venir, tout comme ces jeunes gens qui se préparent eux-mêmes à devenir des adultes, étincelles qui nous éclairent des éclaboussures de leur jeunesse.

### Prix Biscuit
Créé en 2005, le prix « Coup de Cœur Jeunesse », devenu « Prix Biscuit », rassemble un jury de deux classes issues du Cycle 3 (CM2 et 6e) qui choisissent un lauréat parmi une sélection de trois ouvrages.
Le changement de nom du prix, comme un rappel au monde de l’enfance, peut évoquer le goûter glissé dans le cartable ; mais dans le monde de la céramique, le biscuit est une pâte de porcelaine cuite et laissée telle quelle, sans glaçure.

### Prix du Val de l'Aurence
Lire à Limoges a pour but, en plus de partager le plaisir de la lecture, de fédérer et de sensibiliser les élèves à la lecture, de les faire participer de manière active à un événement culturel et de se sentir concernés par la production littéraire.[non neutre]
Le Prix des écoles du Val de L’Aurence est porté par les enseignants des écoles du quartier et mené par Ahmed Boufenghour, directeur de l’école élémentaire Aigueperse et Marie Romain Broussaud, enseignante, avec le soutien et le support de la Ville de Limoges. Les ouvrages ont été sélectionnés par un comité de lecture (composé d’enseignants) d’après la liste des auteurs jeunesse du Salon 2024. Chaque enseignant est libre d’organiser les lectures dans la classe et l’enfant devra avoir lu tous les livres de sa catégorie.

## Anciens prix décernés

### Prix du premier roman de la ville de Limoges
Ce prix récompense un premier roman écrit par un auteur francophone. Le comité et jury de sélection, composé de douze membres (bibliothécaires, libraires, universitaires, citoyens-lecteurs…), sélectionne huit premiers romans, de primo-romanciers et de maisons d’édition. Le lauréat est désigné lors d'un vote à bulletin secret.
Le parrain du prix du premier roman de la Ville de Limoges est Franck Bouysse.

### Liste non-exhaustive de lauréats desprix littérairesdécernés
- Prix Jean-Claude-Izzo :
  - 2010 : Les Treize Desserts de Camille Bordas
- Prix « Coup de cœur jeunesse », tous deux remis par de jeunes lecteurs
  - 2010 : Tu parles Charles de Vincent Cuvellier[16]
- Prix « Ville de Limoges », récompensant un premier roman
  - 2010 : Coco givrée de Nadine Monfils[16]
- Prix « Cœur de France »
- Prix « Bande dessinée »
  - 2010 : La guerre des Sambre, Hugo et Iris de Jean Bastide et Vincent Mézil[16]

Le Populaire du Centre remet également son prix « Actu » couronnant un ouvrage faisant référence à l’actualité.

## Affluences et participation

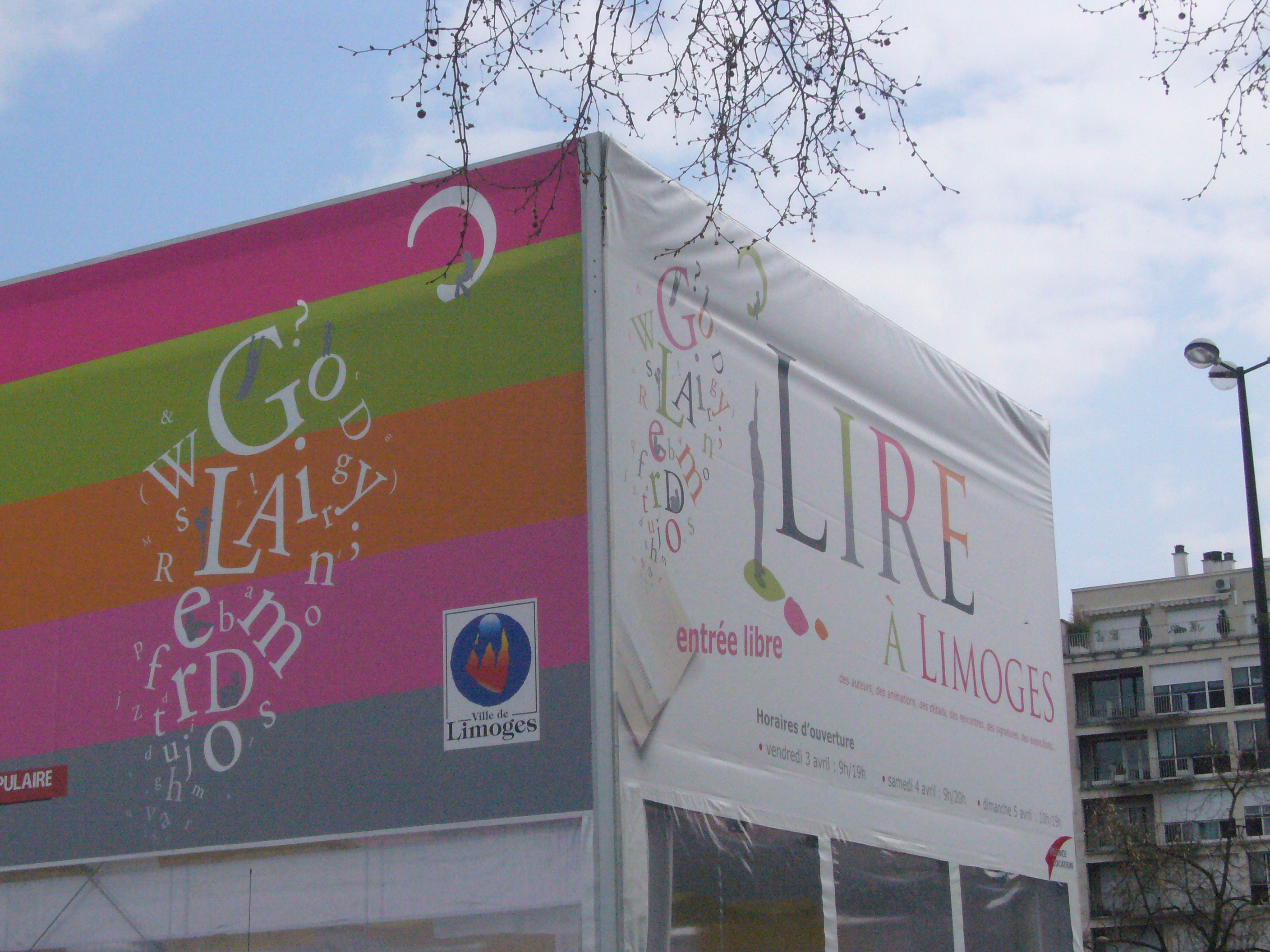
L'entrée du chapiteau de l'édition 2009

Accueillant plus 30 000 visiteurs, l'évènement reçoit de grands auteurs, chanteurs, sportifs ou acteurs. Y sont venus (par ordre alphabétique) Charles Aznavour, Louis Bertignac, Mireille Calmel, François de Closets, Mélissa Da Costa, Didier Decoin, Michel Denisot, Michel Drucker, Roland Dumas, Marie Fugain, Raphaëlle Giordano, Virginie Grimaldi, Mémona Hintermann-Afféjee, François Hollande, Jean-François Kahn, Douglas Kennedy, Laurent Kérusoré, Julien Lepers, Alain Mabanckou, Edward Meeks avec sa femme Jacqueline Monsigny, Laëtitia Milot, Serge Moati, Anne Parillaud, Mazarine Pingeot, Raymond Poulidor, Audrey Pulvar, Jean-Michel Riou, Gonzague Saint Bris, Éric-Emmanuel Schmitt, Christian Signol, William Simpson, Jean Teulé, Nadine Trintignant, Charline Vanhoenacker.